# Karl Schöne
Karl Schöne (Dresda, 16 agosto 2001) è un tuffatore tedesco.

## Biografia
Compete per il Dresdner Sportclub 1898. È allenato da Igor Gulov. In precedenza è stato allenato da Kerstin Taubert, Gabriele Hartmann e Christoph Bohm.
Si è messo in mostra a livello giovanile nel 2018 vincendo la medaglia d'argento nel sincro 3 metri ai mondiali giovanili di Kiev 2018 ed agli Europei giovanili di Helsinki 2018, in entrambi i casi al fianco di Lou Massenberg.
Agli europei di tuffi di Kiev 2019 si è classificato quinto nella piattaforma 10 metri sincro, gareggiando con il connazionale Tom Waldsteiner.

## Palmarès
| Anno | Manifestazione   | Sede | Evento     | Risultato | Prestazione | Note |
| ---- | ---------------- | ---- | ---------- | --------- | ----------- | ---- |
| 2019 | Europei di tuffi | Kiev | Sincro 10m | 5º        | 343,98 p.   |      |

### Giovanili
- Mondiali giovanili

Kiev 2018: argento nella sincro 3 metri;
- Europei giovanili

Helsinki 2018: argento nella sincro 3 metri;